# Jan Dahmen

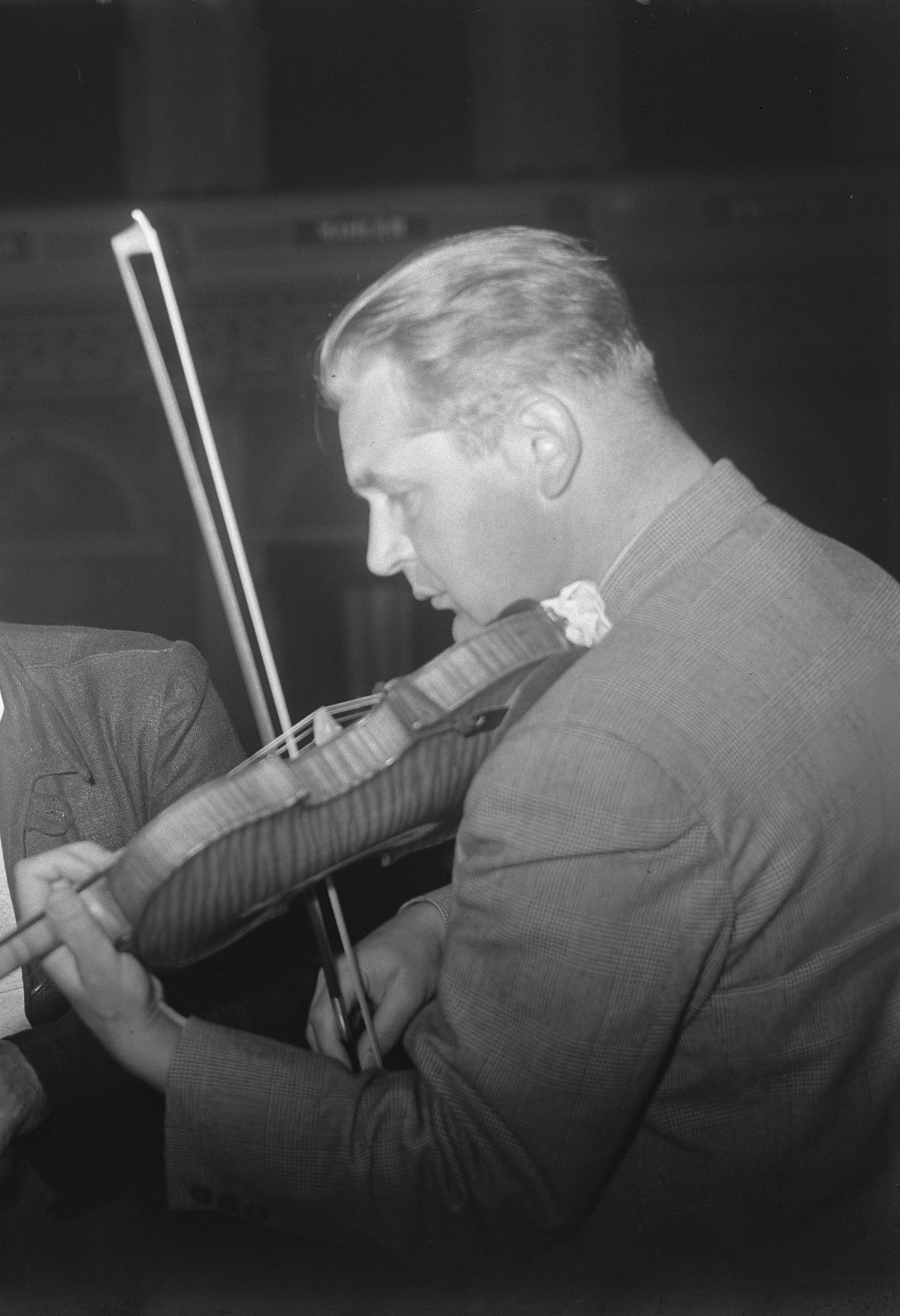
Jan Dahmen (1950)

Jan Dahmen (* 30. Juni 1898 in Breda; † 20. Dezember 1957 in Amsterdam) war ein niederländischer Violinist. Er war erster Konzertmeister der Musikalischen Kapelle in Dresden und des Concertgebouw-Orchesters in Amsterdam.

## Leben
Jan Dahmen entstammte der gleichnamigen niederländischen Musikerfamilie deutscher Abstammung. Er wurde 1898 in Breda in der Provinz Noord-Brabant geboren. Er war Schüler von André Spoor in Den Haag und Carl Flesch in Berlin. 1916 gewann er eine Goldmedaille in Den Haag. Mit 21 Jahren (Januar 1920) wurde er unter Arthur Nikisch Konzertmeister II des Berliner Philharmonischen Orchesters. Er verließ den Klangkörper im August 1922.
1922/23 wirkte er als Primarius beim Dresdener Streichquartett. Von 1924 bis 1945 war er 1. Konzertmeister der Musikalischen Kapelle, die während seiner Dienstzeit von Fritz Busch, Karl Böhm und Karl Elmendorff geleitet wurde. Tourneen führten ihn durch Europa und nach Niederländisch-Indien. Als Primarius stand er von 1938 bis 1943 dem Jan Dahmen Streichquartett vor. Außerdem lehrte er an der Orchesterschule der Sächsischen Staatskapelle. Zu seinen Schülern gehörten u. a. Horst Förster, Folker Göthel, Henry Meyer, Erich Muck und  Wolfgang Schulze (Wols).
Von 1946 bis 1948 ging er als Konzertmeister zu den durch Issay Dobrowen geleiteten Göteborger Symphonikern nach Schweden. Im Anschluss wurde er unter Eduard van Beinum Konzertmeister beim Concertgebouw-Orchester.